# Campeonato Argentino de Futebol de 1913 (FAF)
O Campeonato Argentino de Futebol de 1913 da Federación Argentina de Football, foi o vigésimo quarto torneio da Primeira Divisão do futebol argentino, e o segundo organizado por essa entidade. O certame foi disputado em dois turnos de todos contra todos, entre 1 de maio e 21 de dezembro de 1913, simultaneamente com a realização do torneio da Asociación Argentina de Football. O Estudiantes (LP) conquistou o seu primeiro título de campeão argentino.

## Classificação final
| Pos | Equipes                     | Pts | J  | V  | E | D  | GM | GS | SG  |
| --- | --------------------------- | --- | -- | -- | - | -- | -- | -- | --- |
| 1.  | Estudiantes                 | 31  | 18 | 14 | 3 | 1  | 64 | 16 | +48 |
| 2.  | Gimnasia (BA)               | 28  | 18 | 11 | 6 | 1  | 46 | 19 | +27 |
| 3.  | Argentino de Quilmes        | 27  | 18 | 12 | 3 | 3  | 38 | 21 | +17 |
| 4.  | Kimberley (BA)              | 21  | 18 | 9  | 3 | 6  | 34 | 31 | +3  |
| 5.  | Independiente               | 19  | 18 | 7  | 5 | 6  | 39 | 33 | +6  |
| 6.  | Hispano Argentino           | 17  | 18 | 8  | 1 | 9  | 21 | 40 | -19 |
| 7.  | Tigre                       | 15  | 18 | 6  | 3 | 9  | 23 | 38 | -15 |
| 8.  | Porteño                     | 12  | 18 | 4  | 4 | 10 | 26 | 32 | -6  |
| 9.  | Atlanta                     | 8   | 18 | 3  | 2 | 13 | 33 | 57 | -24 |
| 10. | Sociedad Sportiva Argentina | 2   | 18 | 0  | 2 | 16 | 15 | 52 | -37 |

## Premiação
| Campeonato Argentino de Futebol de 1913 (FAF) |
| --------------------------------------------- |
| Estudiantes (LP) Campeão (1° título)          |

## Bibliografía
- Estévez, Diego (2010). 38 Campeones del fútbol argentino 1891-2010. [S.l.]: Ediciones Continente. ISBN 978-950-754-301-2